# Buffy: Postrach wampirów
Buffy: Postrach wampirów (ang. Buffy, the Vampire Slayer) – amerykański serial telewizyjny bazujący na wątkach filmu fabularnego o tym samym tytule z 1992 roku. Serial został stworzony przez Jossa Whedona oraz jego firmę producencką Mutant Enemy (poza serialem Buffy: Postrach wampirów, stworzyli także spin-off serii oraz serial Firefly).
Emisję serialu rozpoczęto oficjalnie 10 marca 1997 roku, zaś zakończono 20 maja 2003. Spin-off serialu Anioł Ciemności emitowany był jeszcze do 2004. Obecnie serial kontynuowany jest w tworzonych przez Whedona komiksach z serii „Buffy the Vampire Slayer Season 8”. Świat, w którym osadzona jest akcja obu seriali, nazywany jest przez fanów Buffyverse, funkcjonuje także termin Angelverse (określa świat z serialu Anioł Ciemności), Whedonverse (określenie stosowane zarówno tylko do BtVS i AtS, ale często poszerzane także o osobny świat z seriali Firefly, Dollhouse, tudzież innych prac Jossa Whedona), w Polsacie był emitowany od 1 września 1998 roku do 29 sierpnia 2003 roku, w TV6 emitowany jest niezmiennie od 5 marca 2018 roku, a w TV4 emitowany jest od 9 stycznia 2019 roku. W 2020 obecny na platformie Amazon Prime.
Serial opowiada o losach Buffy Summers (Sarah Michelle Gellar), nastolatki wybranej do walki z siłami ciemności, oraz grupie jej przyjaciół, którzy jej w tej walce pomagają. W serialu częstą poruszane są różne wątki, nie tylko ściśle fantastyczne, ale też i kulturowe (wiele odniesień do popkultury, filmu czy muzyki, a także literatury) oraz społeczne (rozwód rodziców, śmierć kogoś bliskiego, uzależnienie, homoseksualizm). Serial jest też tematem badań naukowych, o bardzo szerokim spektrum zainteresowań, w tym: socjologia, psychologia, filozofia czy teologia.
Na serial składa się siedem sezonów, we wszystkich odcinkach (wraz z niewyemitowanym „Pilotem”) zagrała odtwórczyni głównej roli Sarah Michelle Gellar. Najwięcej występów (144) zanotowali także Nicholas Brendon (nie zagrał w odcinku „Conversations with Dead People”) i Alyson Hannigan (wystąpiła we wszystkich odcinkach, poza „Pilotem”, gdzie jej rolę grała wtedy inna aktorka). Poza serialami i oficjalną kontynuacją funkcjonuje także ogromna ilość materiałów traktujących na temat Buffyverse, poszerzających pewne wątki, bądź po prostu stanowiących materiały kolekcjonerskie (jak figurki, karty, plakaty), olbrzymia liczba dzieł fanów serii (komiksy, filmy, grafiki, fanfiki, a także nadal duża liczba stron fanowskich o obu serialach, fora internetowe i grupy dyskusyjne).
Serial zawiera wątki LGBT oraz kilku gejowsko-lesbijskich bohaterów, którymi są m.in. Andrew Wells, Willow Rosenberg, Tara Maclay.
Scenariusz do odcinka Głosy zza grobu otrzymał nagrodę Hugo w kategorii najlepsza prezentacja dramatyczna (długa forma) w 2003 roku.

## Początki
Pomysłodawcą i twórcą serii jest Joss Whedon. Pierwotny pomysł Whedona zakładał stworzenie postaci odpowiadającej hollywoodzkiemu obrazowi ofiary z horroru – „the little blonde girl who goes into a dark alley and gets killed in every horror movie.” (tłum. mała blondwłosa dziewczyna, która ginie w ciemnej alejce w każdym filmie grozy). Planem autora było odwrócenie tego schematu i uczynienie z pozornie bezbronnej osoby superbohatera. Sam autor określa postać o imieniu “Rhonda the Immortal Waitress” jako pierwowzór późniejszej Buffy.
Projekt został zaakceptowany i kupiony przez Gail Berman i Sandolar Productions.
Według słów Whedona: „They said, 'Do you want to do a show?' And I thought, 'High school as a horror movie.’ And so the metaphor became the central concept behind Buffy, and that’s how I sold it.”; nadnaturalne wydarzenia przedstawione w serialu są metaforami problemów z dorastaniem.

### Film z 1992 roku
Wedle słów samego Whedona, film nakręcony na podstawie jego scenariusza w 1992 roku, nie odpowiadał temu, co on sam chciał stworzyć. Z filmu zrobiono komedię, całkowicie przeinaczając pierwotny zamysł twórcy, którego oryginalny scenariusz przewidywał raczej horror niż komedię. Film reżyserował Fran Rubel Kuzui, który później został producentem serialu.
Oryginalny koncept przywrócono częściowo w komiksowym prequelu „The Origin”, gdzie wydarzenia z filmu zostały dostosowane do serialu. Nie został on napisany przez Whedona, jednak przez niego zaakceptowany:

Whedon: „The origin comic, though I have issues with it, CAN pretty much be accepted as canonical. They did a cool job of combining the movie script (the SCRIPT) with the series, that was nice, and using the series Merrick [...]

## Aktorzy i twórcy

### Casting
- Buffy Summers – rolę otrzymała ostatecznie Sarah Michelle Gellar, ubiegały się o nią Charisma Carpenter (Cordelia), Julie Benz (Darla), Mercedes McNab (Harmony Kendall), Julia Lee (Chantarelle/Anne) i Elizabeth Anne Allen (Amy Madison), a także Katie Holmes i Selma Blair.
- Cordelia Chase – do tej roli startowała początkowo Sarah Michelle Gellar, a także Bianca Lawson (Kendra).
- Rupert Giles – rolę tę zaproponowano angielskiemu aktorowi znanemu wcześniej z reklam kawy Nescafe. Anthony Head przyjął rolę, ostatecznie rezygnując z innej w serii VR-5.
- Xander Harris – tę rolę otrzymał Nicholas Brendon, który wcześniej trudnił się różnymi zajęciami a ostatecznie postanowił zostać aktorem, mimo swojego jąkania. Innym aktorem, który starał się o tę rolę, był Danny Strong, który poza rolą Jonathana Levinsona począwszy od sezonu drugiego, pojawił się także w pilocie serii.
- Willow Rosenberg – początkowo była grana przez Riff Regan, jednak na prośbę wytwórni jej miejsce zajęła Alyson Hannigan (jako ostatnia z głównej obsady serii).
- Angel – rolę tę otrzymał ostatecznie David Boreanaz, ale ubiegał się o nią także znany z roli Caleba oraz kapitana Reynoldsa w Firefly Nathan Fillion.
- Oz – w tę rolę wcielał się Seth Green, jedyny aktor z obsady serialu, który wystąpił w filmie z 1992 (jednak sceny z jego udziałem ostatecznie wycięto).
- Dawn Summers – rolę otrzymała Michelle Trachtenberg, która grała już wcześniej w serialu Wszystkie moje dzieci z Sarah Michelle Gellar, która zresztą zaproponowała jej kandydaturę do tej roli.
- Andrew Wells – Tom Lenk, który wciela się w tę postać, zagrał wcześniej wampira Cyrusa w odcinku Real Me.

## Muzyka
Główni kompozytorzy tworzący podkład do odcinków to Christophe Beck (sezony 2-4), Thomas Wanker (sezony 5 i 6), a także Robert Duncan i Douglas Romayne (sezon 7). Ponadto w serialu wykorzystano utwory różnych wykonawców prezentujących bardzo różne style muzyczne – od rocka, poprzez pop czy muzykę klasyczną. W klubie The Bronze z wyjątkiem fikcyjnej grupy stworzonej na potrzeby serii Dingoes Ate My Babe (w tej roli wystąpił zespół Four Star Mary), występowały prawdziwe grupy muzyczne. Byli to między innymi Velvet Chain, 2 Unlimited, Alien Ant Farm, Barry White, Beastie Boys, Bif Naked, Blink-182, Blur, Coldplay czy piosenkarka Sarah McLachlan.
Zostały wydane trzy albumy zawierające ścieżkę dźwiękową serialu:
- Buffy the Vampire Slayer: The Album – wydany w 1999 roku, zawiera przegląd utworów z sezonów 1-4;
- Buffy the Vampire Slayer: Radio Sunnydale – Music from the TV Series – album wydany w 2003 roku, w dwóch wersjach: brytyjskiej i amerykańskiej.
- Once More With Feeling Soundtrack – album zawierający głównie ścieżkę dźwiękową do odcinka Once More, With Feeling. Wydany w 2002 roku.

### Czołówka
Przez siedem lat emisji czołówka serialu zmieniana była kilkakrotnie. Nieustannie jednak podkładem muzycznym był utwór napisany przez grupę Nerf Herder. Przez pierwsze pięć serii układ czołówki był taki sam – Sarah Michelle Gellar jako pierwsza, Nicholas Brendon i Alyson Hannigan po niej, jako ostatni Anthony Head, przy jego nazwisku znajdowało się także imię odtwarzanej postaci. Od serii 6, ostatnią pozycję zajmowała Alyson Hannigan, także z wyszczególnieniem jaką odtwarza postać.
Specjalną czołówkę miał odcinek Once More, with Feeling oraz odcinek Superstar.

## Odcinki serialu
Prace nad serią rozpoczęto w 1996 roku, kiedy to Joss Whedon nakręcił 25-minutowy pilot serialu, który ostatecznie nie został jednak wyemitowany. Emisja serialu rozpoczęła się w marcu 1997 roku za pośrednictwem kanału The WB, gdzie wyemitowano 100 epizodów serii. Ostatnim odcinkiem wyemitowanym na tej stacji był The Gift. Od 1 września 1998 roku serial wyemitowała Polsat, najpierw był emitowany we wtorki o godz. 19:05, głównie przed serialami tego typu: 13 posterunek, Miodowe lata, Świat według Kiepskich, Graczykowie i Rodzina zastępcza, który był emitowany do 20 kwietnia 1999 roku, potem powtórki serialu emitowany był od 31 maja 1999 roku do 26 sierpnia 1999 roku i leciał w poniedziałki i czwartki o godz. 16:45, głównie przed serialem Świat według Bundych, potem od 5 września 1999 roku do 24 października 1999 roku leciał w niedziele o godz. 17:15, potem nowe odcinki serialu został emitowany od 31 października 1999 roku, czyli w niedziele o godz. 17:15, głównie po teleturnieju Sekrety rodzinne, który był emitowany do 27 lutego 2000 roku, potem od 4 marca 2000 roku do 8 kwietnia 2000 roku był emitowany w soboty o godz. 10:00, głównie przed filmami, potem powtórki 3. serii został emitowany latem 2000, w poniedziałki i czwartki o godz. 15:45, głównie przed telenowelą Z głową w chmurach, 4. serię serialu zaczęto 6 stycznia 2001 roku, gdzie najpierw był emitowany w soboty o godz. 16:45 (od 6 stycznia 2001 do 24 lutego 2001), głównie przed teleturniejem Idź na całość, a potem w soboty, ale w zmienionej porze, czyli o godz. 14:30 (od 3 marca 2001 do 2 czerwca 2001), głównie przed Informacjami, powtórki 4. serii był emitowany w czwartki o godz. 21:05, głównie po serialu 13 posterunek, oraz w soboty o godz. 20:00, głównie przed serialem 13 posterunek, potem emitowano 5. i 6. serię, gdzie został emitowany od 8 września 2001 roku do 6 lipca 2002 roku w soboty o godz. 17:45, głównie przed Informacjami, zaś ostatnią serię serialu emitowano w sezonie letnim 2003 roku, który od 13 czerwca 2003 roku do 29 sierpnia 2003 roku był emitowany w poniedziałki i piątki o godz. 19:05, głównie przed serialami Miodowe lata i Samo życie. Od 2 października 2001 roku serial wyświetlała telewizja UPN, wyemitowano 44 epizody w dwóch seriach. Łącznie z niewyemitowanym odcinkiem pilotażowym powstało 145 odcinków serialu. Za emisję w Wielkiej Brytanii odpowiadały stacje Sky One i BBC Two. W Polsce serial emitowany był na kanałach TVN, Wizja Jeden, Polsat 2, TV4 i Sci-Fi Channel. Od 5 października 1999 roku stacja WB rozpoczęła emisję serialu Anioł Ciemności, spin-offu serii stworzonego przez Jossa Whedona i Davida Greenwalta. Po zakończeniu emisji obu seriali (2003 i 2004 rok) wątki są kontynuowane w komiksach wydawanych przez Dark Horse.
Sezon 8 Komiksowa kontynuacja serialu.
1. „The Long Way Home, Part 1” 14 marca 2007
2. „The Long Way Home, Part 2” 4 kwietnia 2007
3. „The Long Way Home, Part 3” 2 maja 2007
4. „The Long Way Home, Part 4” 6 czerwca 2007
5. „The Chain” 25 lipca 2007
6. „No Future for You, Part 1” 5 września 2007
7. „No Future for You, Part 2” 7 listopada 2007
8. „No Future for You, Part 3” 7 października 2007
9. „No Future for You, Part 4” 5 grudnia 2007
10. „Anywhere But Here” 2 stycznia 2008
11. „A Beautiful Sunset” 6 lutego 2008
12. „Wolves at the Gate, Part 1” 5 marca 2008
13. „Wolves at the Gate, Part 2” 2 kwietnia 2008
14. „Wolves at the Gate, Part 3” 7 maja 2008
15. „Wolves at the Gate, Part 4” 4 czerwca 2008
16. „Time of Your Life, Part 1” 2 lipca 2008
17. „Time of Your Life, Part 2” 6 sierpnia 2008

## Kanon Buffyverse
Kanonem Buffy określane są materiały uznawane za oficjalne, wydarzenia, postacie, miejsca itp. pozostające w zgodzie z tym, co zostało pokazane w fikcyjnym świecie wykreowanym przez serial. Buffyverse rozszerza się też na inne powiązane materiały, takie jak komiksy, książki, piloty, trailery i inne promocyjne, gry komputerowe itp., jednak nie wszystkie są zaliczane do kanonu (książki, komiksy i gry), a jedynie te, których akcja jest bezpośrednio powiązana z tym, co dzieje się w obu serialach, Buffy: Postrach wampirów i Anioł Ciemności. Serie Doktor Who, Star Trek, Star Wars i inne podobne sf/fantasy także posiadają podobne określone ramy uniwersum, w którym rozgrywa się ich akcja.
Nazewnictwo nawiązuje do terminologii biblijnej – terminem „kanon” określamy wszelkie materiały oficjalne, zaś „apokryf” nieautoryzowane, fanowskie bądź nie zaakceptowane przez twórcę serii Jossa Whedona.

„Canon is key, as is continuity. If you are massive nerd. Which I am. I believe there’s a demarcation between the creation and ancillary creations by different people. I’m all for that stuff, just like fanfic, but I like to know what’s there’s an absolutely official story-so-far, especially when something changes mediums, which my stuff seems to do a lot.”

Wszystko, co zostało pokazane w serialach Buffy: Postrach wampirów i Anioł Ciemności jest kanoniczne.
Komiksy niewymienione na poniższej liście są apokryfami. Dotyczy to także większości książek – poza oficjalnymi przewodnikami Watcher’s Guide. Jednak zarówno książki, jak i komiksy powstają na licencji 20th Century Fox.

### Lista kanonu Buffy
- odcinki serialu Buffy: Postrach wampirów
- odcinki serialu Anioł ciemności
- komiksy z serii „Buffy the Vampire Slayer Season Eight”
- komiksy z serii „Angel: After the Fall” i spin-off „Spike: After the Fall”
- komiksy z serii „Fray”
- komiksy z serii „Tales of the Slayers”
- komiksy z serii „Tales of the Vampires”

### Prace twórców i obsady
Josh Whedon jest odpowiedzialny za powstanie komiksowych kontynuacji seriali Anioła... oraz Buffy... jakich jak „Long Night’s Journey”, „Fray”, „Tales of the Slayers” oraz „Tales of the Vampires”.
Mutant Enemy:
- Doug Petrie: „Ring of Fire”, „Double Cross”, „Bad Dog”
- Jane Espenson: „Haunted”, „Jonathan”, „Reunion”, „Tales of the Slayers” („Again, Sunnydale” i „Two Teenage Girls at the Mall”)
- Rebecca Rand Kirshner: „Tales of the Slayers” („The War Between the States”)

Obsada:
- James Marsters: „Paint the Town Red” z Christopherem Goldenem(inne języki)
- Amber Benson: „Willow & Tara”, „Innocent”

Wszystkie inne komiksy i książki zostały napisane przez autorów nie powiązanych z produkcją serii telewizyjnych. Twórcy nie musieli trzymać się też do końca ram historii i mogli pozwolić sobie na rozwinięcie świata.
Część prac spoza kanonu zawiera pewne nieścisłości, bądź wręcz prezentuje alternatywne ramy świata Buffyverse. Z kolei przykładowo komiks „The Origin” dostosowuje historię opowiedzianą w filmie z 1992 do serialu.

### Inne produkcje ze świata Buffy
- Buffy postrach wampirów z 1992 roku
- Nieemitowane piloty – 25-minutowy pilot serialu oraz „Angel Pitch Tape” – nieemitowany pilot serialu Anioł ciemności.
- Screen Tests do serialu Anioł Ciemności, znajdują się na 6 płycie wydania DVD 3 sezonu serialu.
- Filmy promocyjne emitowane w telewizji, a także reklamy 1-800-COLLECT z Sarah Michelle Gellar i napoju Barq’s z Nicholasem Brendonem.
- Gry komputerowe nie są zaliczane do kanonu, często opowiadają historie niezgodną z akcją serii. Trailery gier znajdują się jednak na płytach wydań DVD serialu BTVS, zaś aktorzy z serialu podkładają tam swoje głosy.

## Mitologia Buffyverse
Mitologia Buffyverse to wszelkie fikcyjne stworzenia, miejsca oraz wydarzenia wykreowane na potrzeby serialu Buffy: Postrach wampirów i Anioł Ciemności oraz kanonicznych komiksach.

### Pogromcy i Rada Obserwatorów
In every generation there is a Chosen One. She alone will stand against the vampires, the demons, and the forces of darkness. She is the Slayer.

W każdym pokoleniu pojawia się Wybrana. Samotnie powstanie przeciwko wampirom, demonom i siłom ciemności. Albowiem jest ona Pogromcą
Z narracji początkowej do sezonów 1 i 2, tłumaczenie na język polski za M. Skaczykowskim

Pogromczynie to wybrane obdarzone nadludzką siłą, zdolnościami regeneracji itp. kobiety. Ich zadaniem jest walka z siłami ciemności.
Pierwsza Pogromczyni została powołana przez tzw. Shadow Men (Ludzi Cieni, Ludzie Cienie) w starożytnej Afryce. Nie określono dokładnych ram czasowych, ale nastąpiło to kilka tysięcy lat przed naszą erą. Grupa Shadow Men przeistoczyła się później w Radę Obserwatorów.
Do 1997 roku pogromczyni była zawsze tylko jedna. Po jej śmierci zastępowała ją kolejna Potencjalna Pogromczyni – których, jak wynika z serialu, mogło być jednocześnie kilkaset. Nie wiadomo na jakiej zasadzie aktywowana była następczyni zmarłej pogromczyni. Pierwszą zmianą w linii pogromców była śmierć Buffy Summers, którą jednak odratowano za pomocą sztucznego oddychania. Powołana została kolejna pogromczyni, zaś linia Buffy została zamknięta. Po jej kolejnej śmierci w 2000 roku nie powołano kolejnej pogromczyni.
Pogromczynie jakie widzimy w serialu, to – Pierwszy Pogromca, Buffy Summers, Kendra Young – zamordowana w 1998 roku, Faith Lehane, Nikki Wood – zamordowana w 1977 przez Spike’a, nieznana z imienia chińska pogromczyni, zabita przez Spike’a podczas powstania bokserów w 1900 roku, potencjalne pogromczynie (znane z imion – Chao-Ahn, Chloe, Kennedy, Amanda), Melaka Fray – pogromczyni z przyszłości. Według pierwszego zeszytu 8 sezonu liczba pogromców powołanych po 2003 to 1800 z czego 500 współpracuje z grupą Buffy.
Pogromczynie obdarzone są szeregiem umiejętności niedostępnych przeciętnemu człowiekowi.
Moce pogromcy mogą zostać wyłączone, tak postępuje rada podczas testu „Cruciamentum”. Pogromca pozbawiany jest swoich mocy i zmuszany do walki z groźnym wampirem. Sprawdzian dotyczy nie tylko umiejętności przetrwania pogromcy, ale i jego związków z obserwatorem.
Broń
Podstawową bronią pogromcy jest kołek – bądź dowolny inny kawałek drewna. W serii widzimy w użyciu także takie rzeczy jak nóż, miecz, topór, kusza, wyrzutnia rakiet („Surprise”), taser („The I in Team”).
W sezonie 7 pojawia się także tzw. kosa (Scythe). Składa się ona częściowo z metalowego lochabeara i drewnianego wydłużonego kołka. Kosa daje trzymającemu ją pogromcy dodatkową siłę (jak wynika ze słów Faith i Buffy). Kosa pozostawała w ukryciu strzeżona przez długowieczne Strażniczki, ostatnia z nich została zabita przez Caleba w „Chosen”. Utrzymywały one istnienie tej broni w sekrecie. Tą właśnie bronią zabito ostatniego demona czystej krwi, który stąpał po ziemi.
Slayer Emergency Kit
Tak nazywa się torba, którą od swojej matki otrzymał Robin Wood. Zestaw ratunkowy umożliwia otwarcie portalu do przeszłości – a w zasadzie początków istnienia pogromców. Buffy, która przedostała się przez portal, zostaje zaoferowana możliwość zwiększenia swojej siły. Jednak dziewczyna odmawia.
Obserwatorzy
Są to specjalnie do tego celu szkoleni ludzie (zarówno mężczyźni, jak i kobiety), który opiekują się, trenują, służą często swoją wiedzą pogromczyniami. Skupieni są wokół organizacji zwanej Radą. Do momentu zniszczenia siedziby rady (2003), jej szefem był Quentin Travers. Obserwatorzy są ograniczeni przez ścisłe i nieco już skostniałe przepisy. Nie mogą także zbytnio spoufalać się ze swoimi podopiecznymi (za to zwolniony zostaje Giles w odcinku „Helpless”). Rada ma także specjalnie wyszkolony zespół do chwytania pogromców takich jak Faith – niebezpiecznych i wymagających kontroli. Buffy często narusza przepisy rady – już sam fakt, że jej tajemnica jest znana tak wielu osobom, jest rażącym naruszeniem przepisów. Obserwatorzy opiekują się także potencjalnymi pogromczyniami.
W serialu widzimy kilku obserwatorów: Rupert Giles, drugi obserwator Buffy, Wesley Wyndham-Pryce, trzeci obserwator Buffy i drugi Faith, Gwendolyn Post – była obserwatorka, Robson – opiekował się potencjalną pogromczynią, pozostali członkowie Rady, którzy pojawiają się w serialu. Wspominani są natomiast Merrick (pierwszy obserwator Buffy, z filmu i komiksu „Origin”), Sam Zabuto i Bernard Crowley.
Z tego, co widzimy w serialu, funkcja ta przechodzi często na potomka obserwatora (babka i ojciec Gilesa, ojciec Wesleya).
Po tym jak rada została zniszczona przez Pierwsze Zło, Giles stara się ją na nowo odbudować. Obserwatorami są między innymi Xander i Andrew.

### Demony
W okresie, w którym toczy się akcja serialu, na ziemi nie ma już tzw. Prawdziwych Demonów. Anya opisuje te istoty jako dużo większe i całkowicie nieśmiertelne – np. Illyria, która została co prawda uśmiercona, lecz nie w ludzkim tego słowa znaczeniu. Obecnie żyje ona w ciele Winifred Burkle. Wszystkie inne demony to rodzaj hybryd, ludzi i demonów. Stąd ich humanoidalne formy (poza wyjątkami typu Bezzozar z odcinka „Bad Eggs”). Niektóre gatunki demonów mogą się normalnie rozmnażać, a nawet mieć dzieci z ludźmi – wynikiem takiego związku jest Doyle, który jednak jest określany jako półdemon. Półdemonem staje się także Cordelia Chase. Jednak w serialu Buffy Postrach Wampirów, nie pojawiają się ani Czystej Krwi Demony (chyba że uznać za takiego burmistrza Wilkinsa, który po Wstąpieniu przybrał postać demona Olvikana) ani pół demony. Szczególnym przypadkiem demonów są wampiry, których ciała pozbawione duszy i martwe zamieszkuje demon. W obu serialach pojawia się szereg różnych demonicznych istot, mających różne zdolności i umiejętności, wszystkie demony wyróżnia jednak siła. Także siła pogromcy pochodzi od demona.
Artykuły uzupełniające Wampir i Über Wampir.

### Wilkołaki
Wilkołaki przedstawione w serialu nie różnią się zbytnio od ich utrwalonego w kulturze obrazu. Żeby stać się wilkołakiem trzeba zostać ugryzionym przez innego wilkołaka. Z epizodu „Phases” wynika, iż nie musi to mieć miejsca w czasie pełni księżyca. Pojawia się tam także sugestia, że wilkołakiem można się także urodzić. Jednak nie jest to nigdzie w serii potwierdzone.
Wygląd wilkołaka uległ nieznacznej zmianie od pierwszego odcinka („Phases”). Początkowo potwór był większy a jego łeb przypominał wilczy, poruszał się w pozycji wyprostowanej. W późniejszych epizodach wilkołak był dużo mniejszy i poruszał się częściej na czterech kończynach. Nadal jednak jego forma była humanoidalna, także łeb, który bardziej przypomina ludzki niż zwierzęcy.
Wilkołaki, które widzimy w serii, to:
- Daniel Osbourne, jeden z głównych bohaterów 2, 3 i 4 serii, pełnie księżyca spędza zamknięty w klatce, w 2 i 3 serii w bibliotece. W sezonie 4 opuszcza Sunnydale by odnaleźć lekarstwo na przemianę w wilkołaka.
- Veruca, zabita przez Oza w 4 serii
- kuzyn Oza, jest tylko wspominany, „zaraził” kuzyna wilkołactwem.

### Zombie
W serii pojawia się kilka różnych ich rodzajów. Pierwszy – najbardziej powszechny w kinowym horrorze – to tradycyjne żywe trupy, sposobem kreacji przypominające istoty pojawiające się np. w filmie Noc żywych trupów. Poruszają się bardzo powoli, jednak są silne, odporne na zranienia. Ich celem jest zdobycie maski Ovu Mobani; zombie, który zdobył tę maskę, staje się groźnym potworem. Zniknęły po zabiciu nosiciela maski.
Drugi rodzaj, to zombie, które pojawiają się w odcinku „The Zeppo” – pierwszy z nich – Jack – wygląda jak żywy człowiek i jest praktycznie nie do odróżnienia. Z jego słów wynika, że ożywiono go zaraz po śmierci. Pozostali ożywieni jakiś czas po pogrzebaniu przypominają wyglądem tradycyjne żywe trupy. Jednak psychicznie nie różnią się od żywych, mogą mówić, jedynie wygląd odróżnia ich od żywych ludzi.
Trzeci przypadek zombie pojawia się jedynie w tle w epizodzie „Nightmares”. Widać je w scenie w szpitalu, ścigają pracowników szpitala. Czwartym przypadkiem są trzy zombie wykreowane przez Pierwsze Zło. Mogą mówić, są inteligentne, ale jednocześnie zachowują pewne cechy duchów (bądź upiorów) – pojawiają się znikąd w różnych miejscach, ostatecznie znikają.
Daryl Epps („Some Assembly Required”) został ożywiony sztucznie w sposób podobny do tego, jak uczynił to fikcyjny Doktor Frankenstein. Podobnie ożywiono także profesor Walsh i jej pracownika, jednak w ich przypadku miało to związek z techniką – nie były to typowe zombie, a trupy ożywione maszynowo. Podobnej techniki (ale bardziej zaawansowanej) używano także do skonstruowania Adama i mu podobnych hybryd człowieka, demona i maszyny.

### Magia
Magia została przedstawiona jako najpotężniejsza moc/broń. Mimo iż w serialu funkcjonuje określenie Wicca (prawdziwa religia pogańska), to jednak sama magia jest tworem wykreowanym na potrzeby serii. Zawiera jednak wiele znanych elementów:
- podział na magię białą i czarną
- tarot i wróżbiarstwo
- symbolikę

W serialu pojawiają się zarówno czarownice, jak i czarownicy. Istnieją też tzw. Techno Poganie, czyli osoby, które same nie posiadają dużej mocy magicznej, ale interesujące się magią i skutecznie łączące ją z techniką. Taką osobą jest Jenny Calendar. Z serialu wynika także, iż moc magiczna jest dziedziczna i przechodzi prawdopodobnie z matki na córkę.

### Portale i inne wymiary
Sporym elementem kreacji Buffyverse jest istnienie wielu wymiarów oraz prowadzących do nich portali. Najwięcej miejsca poświęcono Piekielnym Ustom, jednak nie są to jedyne takie portale. Demon Acathla otwierał portal do innego piekielnego wymiaru, także krew Dawn Summers otworzyła portal do wymiaru Glory. W serii Anioł Ciemności portale też odkrywają dużą rolę (Pylea). Niektóre demony przybywają z takich właśnie innych światów. Nie jest jasne ile wymiarów istnieje poza ziemskim ani ile portali do nich prowadzi. Swoistą formą innego wymiaru jest alternatywne uniwersum, które pojawia się w serii w odcinkach „The Wish” i „Doppelgägland” (Sunnydale bez Buffy Summers) oraz „Superstar” (Świat stworzony przez Jonathana Levinsona).

### Bogowie
Istnienie bogów w uniwersum częściowo powiązane jest z wymiarami. Bogiem zesłanym do ziemskiego wymiaru jest Glory. Janus, Ozyrys i inni bogowie pogańscy (z mitologii greckiej i rzymskiej) pojawiają się w wątkach związanych z magią. Poza powyższymi jest także Olaff Troll, określany mianem boga Trolli, posiadany przez niego młot daje mu niesamowitą siłę i odporność. Sam młot jako atrybut boski jest jedyną bronią zdolną zabić innego boga.

### Technologia
Mimo iż większość wątków w serialu dotyczy świata nadnaturalnego, to jednak technologia także odgrywa dużą rolę, np. panna Calendar i Willow Rosenberg doskonale znają się na komputerach i wykorzystują go w celach wspomagających pogromcę. Rosenberg często posługuje się technikami hakerskimi. W przypadku panny Calendar także do egzorcyzmu. Z technologią związany jest także demon Moloch, „zeskanowany” do internetu, później posiadł ciało zbudowane przez jego ludzkich pomocników. Pojawia się także technika wojskowa ¡ wyrzutnia rakiet, tasery (sezon 4 i 7).
Sporą rolę odgrywają także androidy – Ted (sezon 2), April i Buffy Bot (sezon 5), Warren Bot (sezon 6). Częściowo maszyną jest także Adam – jednak poza elementami elektronicznymi zbudowany on jest także z fragmentów różnych demonów i człowieka.
Wątki medyczno-technologiczne pojawiają się także w serii 2, w epizodzie „Some Assembly Required”, w którym za pomocą technik podobnych do tych, które stosował fikcyjny Doktor Frankenstein, ożywiono Daryla Eppsa i próbowano ożywić stworzoną dla niego dziewczynę.

### Pierwsze Zło
Pierwsze Zło jest skomplikowanym bytem, prezentującym czyste zło. Nie ma konkretnej materialnej formy – przybierać może wygląd dowolnej zmarłej osoby. Wyjątkiem jest prawdopodobnie tylko Tara Maclay (nie jest jasne dlaczego). Początkowo nie miało ono także osobowości i celów. Z czasem zaczęło się personifikować i z pomocą swoich sług dążyć do zniszczenia pogromców i rady – przejęcia władzy nad światem. Jego podwładni – ślepi i niemi mnisi (Bringerzy lub Harbringerzy) przywołują Go w spersonifikowanej formie. PZ pojawia się po raz pierwszy w epizodzie „Amends”, w którym torturuje Angela, pragnąc go zmusić do zabicia Buffy. Także PZ przywołało Angela z piekielnego wymiaru, gdzie przebywał od odcinka „Becoming part 2”. W serii 7 dużo silniejsze, wspierane przez śmiertelnika, zabójcę w stroju księdza Caleba, zabija potencjalnych pogromców, rozbija radę obserwatorów. Zostaje powstrzymane przez Buffy i pogromczynie w epizodzie „Chosen”. Nie zostało jednak ostatecznie pokonane – zło w uniwersum Buffy nadal istnieje.

### Inne istoty
- Duchy, pojawiają się po raz pierwszy w odcinku „I Only Have Eyes on You”, gdzie odtwarzają moment własnej śmierci, wykorzystując do tego ciała uczniów i pracowników szkoły. Duchami posługuje się także Pierwsze Zło – przybierając formę zmarłej osoby. Pewnym rodzajem duchów były odbicia traumatycznych przeżyć dzieci maltretowanych w dawnym ośrodku opieki, który przerobiono na akademik. Dzieci te jednak dorosły i żyły, więc nie były to prawdziwe duchy.
- Mumia, pojawia się raz w odcinku „Inca Mummy Girl”. Wysysając energię życiową swoich ofiar przez pocałunek może zachowywać ludzki wygląd.
- Wielka Modliszka, występuje w odcinku „Teacher’s Pet”. Przyjmuje wygląd pięknej kobiety, jej ofiarami padają mężczyźni będący prawiczkami.
- Morskie Potwory, w które przeistoczyli się członkowie drużyny pływackiej z odcinka „Go Fish”. Przypominają istoty z mitów Lovecrafta.
- Sid, żywa lalka. Tak naprawdę Sid był łowcą demonów, którego duszę zaklęto w lalce.
- Marcie Ross, dziewczyna, która stała się niewidzialna.
- Xander i pozostali opętani przez hieny.
- Szaleńcy, to ofiary Glory. Służą jej budując rusztowanie niezbędne do otwarcia portalu oraz tropiąc Klucz.